# Lliga espanyola d'hoquei sobre patins masculina 1979-1980
L'onzena edició de la Lliga espanyola d'hoquei patins masculina, denominada en el seu moment Divisió d'Honor, finalitzà l'27 d'abril de 1980. Es va proclamar campió de lliga el FC Barcelona i van descendir el Mieres, Claret, Arenys de Munt i Vilafranca.

## Participants
| - FC BARCELONA - REUS DEPORTIU - HC SENTMENAT - CP CIBELES - CERDANYOLA CH - CE ARENYS DE MUNT - CP TORDERA - LICEO TEXMAN | - CP VOLTREGÀ - CP VILAFRANCA - CP VIC - TERRASSA - AA NOIA - CP MIERES - CN REUS PLOMS - CLARET SEVILLA |

## Llegenda
| Pts = Punts totals PJ = Partits jugats PG = Partits guanyats PE = Partits empatats PP = Partits perduts GF = Gols a favor |  | GC = Gols en contra DG = Diferència de gols (GF-GC) Ressaltat en verd = Equip campió de lliga. Ressaltat en vermell = Equip descendent de categoria. |  |  |

## Fase Regular

### Classificació
| Pos | Equip          | Pts | PJ | PG | PE | PP | GF  | GC  | DG   |
| --- | -------------- | --- | -- | -- | -- | -- | --- | --- | ---- |
| 1   | FC Barcelona   | 51  | 30 | 22 | 7  | 1  | 155 | 66  | +89  |
| 2   | CP Tordera     | 43  | 30 | 20 | 3  | 7  | 141 | 90  | +51  |
| 3   | Reus Deportiu  | 43  | 30 | 19 | 5  | 6  | 144 | 79  | +65  |
| 4   | CP Vic         | 36  | 30 | 16 | 4  | 10 | 121 | 98  | +23  |
| 5   | AA Noia        | 34  | 30 | 13 | 8  | 9  | 127 | 105 | +22  |
| 6   | Liceo Texman   | 33  | 30 | 14 | 5  | 11 | 109 | 106 | +3   |
| 7   | HC Sentmenat   | 33  | 30 | 16 | 1  | 13 | 160 | 154 | +6   |
| 8   | Cerdanyola CH  | 32  | 30 | 13 | 6  | 11 | 120 | 115 | +5   |
| 9   | CP Cibeles     | 32  | 30 | 13 | 6  | 11 | 113 | 107 | +6   |
| 10  | CN Reus Ploms  | 28  | 30 | 12 | 4  | 14 | 100 | 122 | -22  |
| 11  | CP Voltregà    | 27  | 30 | 12 | 3  | 15 | 117 | 102 | +15  |
| 12  | Terrassa       | 23  | 30 | 9  | 5  | 16 | 112 | 148 | -36  |
| 13  | Mieres         | 23  | 30 | 10 | 3  | 16 | 133 | 160 | -27  |
| 14  | Claret Sevilla | 22  | 30 | 8  | 6  | 16 | 114 | 143 | -29  |
| 15  | Arenys de Munt | 18  | 30 | 6  | 6  | 18 | 97  | 132 | -35  |
| 16  | Vilafranca     | 2   | 30 | 0  | 2  | 28 | 71  | 207 | -136 |